# Federico Dimarco
Federico Dimarco (n. 10 noiembrie 1997, Milano, Italia) este un fotbalist italian care joacă ca mijlocaș stânga sau fundaș stânga la Inter Milano în Serie A și la echipa națională a Italiei. Este cunoscut pentru ritmul său, pentru centrare și pentru prezența amenințătoare a golurilor din afara careului.

## Cariera pe echipe

### Inter Milano
Produs al academiei de tineret a lui Inter Milano, Dimarco și-a făcut debutul pentru club pe 11 decembrie 2014, la vârsta de 17 ani, când a intrat ca înlocuitor al lui Danilo D'Ambrosio după 84 de minute într-o remiză fără goluri în deplasare cu Qarabağ în faza grupelor din UEFA Europa League, echipa sa avansând deja.   A fost convocat pentru un meci din Serie A pentru prima dată pe 1 februarie 2015, rămânând un înlocuitor nefolosit într-o înfrângere cu 1 – 3 în deplasare cu Sassuolo.  Dimarco și-a făcut debutul în Serie A pe 31 mai 2015, în ultimul meci al sezonului în ceea ce ar fi o victorie cu 4–3 împotriva lui Empoli, în locul lui Rodrigo Palacio în minutul 89 al jocului. 

#### Împrumut la Ascoli
În ianuarie 2016, a fost împrumutat echipei din Serie B, Ascoli, cu un împrumut pe 6 luni.  Pe 6 februarie, Dimarco și-a făcut debutul cu Ascoli în Serie B într-un egal 0-0 pe teren propriu împotriva lui Latina, a fost înlocuit de Dario Del Fabro în minutul 81.  Dimarco și-a încheiat împrumutul pe 6 luni la Ascoli cu 15 apariții și 4 pase de gol. 

#### Împrumut la Empoli
A fost trimis sub formă de împrumut la clubul din Serie A, Empoli, cu un contract de împrumut pentru un sezon.  Pe 28 august 2016 a debutat cu Empoli în Serie A într-o înfrângere cu 2-0 în deplasare împotriva lui Udinese, a fost înlocuit de Marco Zambelli în minutul 69.  Pe 29 noiembrie, Dimarco a jucat tot meciul în turul al patrulea al Cupei Italiei pierdut cu 2-1 în prelungiri împotriva lui Cesena.  Și-a încheiat împrumutul pe tot parcursul sezonului la Empoli cu 13 apariții, dar Empoli a retrogradat în Serie B. 

### Sion
La 30 iunie 2017, Dimarco a fost vândut către Sion  pentru o sumă de 3,91 milioane de euro.  La 23 iulie 2017, a debutat cu Sion în Superliga elvețiană într-o victorie cu 1-0 în deplasare împotriva lui Thun, dar a fost înlocuit de Quentin Maceirais în minutul 41 după o fractură la picior.  

### Întoarcere la Inter Milano
Pe 5 iulie 2018, Inter și-a exercitat clauza de răscumpărare pentru a-l aduce înapoi pe Dimarco pentru 7 milioane de euro. 
Pe 7 august 2018, Dimarco a fost împrumutat la Parma cu opțiune de cumpărare.  Și-a făcut debutul cu Parma pe 12 august în turul al treilea al Cupei Italiei, înfrângerea cu 1-0 în fața Pisei.  Pe 16 septembrie, a marcat primul său gol în Serie A într-o victorie cu 1-0 împotriva lui Inter pe San Siro. 
Pe 31 ianuarie 2020, Dimarco s-a mutat la Hellas Verona împrumutat până la sfârșitul sezonului cu opțiune pentru o mutare permanentă.   Pe 9 septembrie 2020, împrumutul său a fost prelungit pentru încă un sezon.  La 23 decembrie 2021, și-a prelungit contractul cu Inter până în iunie 2026. 
Pe 10 iunie 2023, Dimarco a jucat în finala Ligii Campionilor împotriva lui Manchester City, în care a avut șansa de a egala, la trei minute după ce adversarul a marcat singurul gol în minutul 68, cu o lovitură de cap care a lovit bara transversală, apoi a încercat să profite de revenire, dar șutul său a fost blocat de coechipierul său Romelu Lukaku. 
Pe 12 noiembrie 2023, într-un meci din Serie A pe teren propriu cu Frosinone, Dimarco a marcat de la 56,08 metri, lângă linia de jumătate; meciul s-a încheiat cu o victorie cu 2-0 pentru Inter. 
La 30 decembrie 2023, Dimarco și-a prelungit contractul cu Inter Milano până în 2027. 

## Cariera internațională
În 2013, a fost membru al echipei italiene sub-17, care a terminat pe locul secund la Campionatul European UEFA sub 17 din Slovacia și a fost eliminat în turul doi al Cupei Mondiale FIFA U-17. Cu Italia sub-19 a participat la Campionatul European UEFA Sub-19 din 2016, unde Italia a ajuns în finală. A marcat patru goluri în turneu, inclusiv trei penalty-uri și o lovitură liberă. 
În 2017, a participat la Cupa Mondială FIFA Sub-20 din Coreea de Sud, în care Italia sub-20 a terminat pe locul al treilea.
Pe 22 martie 2018, a debutat cu Italia Sub-21 de ani într-un meci amical împotriva Norvegiei, intrând ca înlocuitor al lui Giuseppe Pezzella (1–1).  A marcat primul său gol pentru naționala sub-21 pe 11 septembrie, într-un amical împotriva Albaniei (3–1).
A fost convocat în echipa de seniori a Italiei pentru finala UEFA Nations League din 2021,  dar și-a făcut debutul pe 4 iunie 2022 în meciul de la UEFA Nations League împotriva Germaniei (1–1) jucat la Bologna.  A marcat primul său gol pentru echipa de seniori a Italiei pe 26 septembrie, într-o victorie cu 2-0 în deplasare împotriva Ungariei în UEFA Nations League 2022-23; rezultatul a permis Italiei să se califice în finala UEFA Nations League din 2023. Golul a fost și cel de-al 1500-lea gol al Italiei.   A marcat al doilea gol pentru Italia pe 18 iunie 2023, într-o victorie cu 3–2 împotriva Țărilor de Jos în meciul pentru medalia de bronz al turneului. 

## Palmares
Inter Milano
- Seria A: 2023–24 [36]
- Cupa Italiei: 2021–22, 2022–23 [37]
- Supercoppa Italiana: 2021, 2022, [38] 2023 [39]
- Vice-campion UEFA Champions League: 2022–23 [40]

Italia U17
- Vice-campion al Campionatului European Under-17 UEFA: 2013 [41]

Italia U19
- Vice-campion al Campionatului European Under-19 UEFA: 2016 [42]

Italia U20
- Medalia de bronz la Cupa Mondială U-20 FIFA: 2017 [43]

Italia
- Locul trei la UEFA Nations League: 2020–21, [44] [45] 2022–23 [46]

Individual
- Echipa sezonului UEFA Champions League: 2022–23 [47]
- Golul lunii din Serie A: noiembrie 2023 [48]
- Echipa sezonului din Serie A: 2023-2024 [49]